# Ad26.COV2.S
Szczepionka Ad26.COV2.S, znana także jako szczepionka Johnson & Johnson przeciw COVID-19 lub szczepionka Janssen Pharmaceutica przeciw COVID-19 – szczepionka przeciw COVID-19 opracowana przez konsorcjum złożone z koncernu Johnson & Johnson/Janssen Pharmaceutica oraz szpitala Beth Israel Deaconess Medical Center. Jest szczepionką jednodawkową. Szczepionka Ad26.COV2.S działa na odmiennej zasadzie od szczepionek RNA opracowanych przez BioNTech i Pfizer (Tozinameran) czy Modernę i NIAID (mRNA-1273). Szczepionka Johnson & Johnson jest szczepionką wektorową, opartą na niezdolnym do replikacji wektorze adenowirusowym (adenowirus serotyp 26). 11 marca 2021 roku szczepionka została dopuszczona przez Komisję Europejską do obrotu na terenie Unii Europejskiej. Szczepionka jest podawana domięśniowo. Do najczęstszych działań niepożądanych objawiających się po podaniu szczepionki należą: ból w miejscu ukłucia, ból głowy, ból mięśni, nudności i zmęczenie. Szczepionka nie musi być przechowywana w zamrożeniu.